# Синяк Вильдпрета
Синя́к Ви́льдпрета (лат. Echium wildpretii, исп. tajinaste rojo) — травянистое двулетнее растение рода Синяк (Echium) семейства Бурачниковые (Boraginaceae).
Другие названия: башня драгоценностей, красный буглос, буглос Тенерифе, буглос горы Тейде. Испанское название этого растения — tajinaste. Видовое название дано в честь швейцарского садовода и ботаника Германа Вильдпрета (1834—1908).

## Распространение
Эндемик острова Тенерифе, главным образом горы Тейде. Растение растёт в субальпийской зоне ущелий горы Тейде. Требует много солнца и выдерживает сухие условия, а также мороз до −15˚С.

## Ботаническое описание
Растение на первом году жизни производит плотную розетку листьев, а на втором году — цветочную стрелку высотой до 3 м.
Стебель стойкий, прямостоячий, голый. Достигает во взрослом виде высоты 3 м.
Листья серовато-зелёные, немного опушённые, линейные, собраны в розетки на стебле.
Цветы розовато-красные, трубчатые, с 5 выдающимися лопастями, плотно сидящие вокруг листьев.
На Тенерифе цветёт с конца весны до начала лета.

## Использование человеком
Растение может использоваться для украшения садов, но не переносит низких температур.
Ценится пчеловодами, поскольку производит в большом количестве пыльцу и нектар.

## Фотогалерея
- Два подвида рядом
- Ботанический сад в Бонне
- Экземпляр на Тенерифе
- Echium wildpretii ssp. trichosiphon, Пальма
- Среда обитания ssp. trichosiphon, Пальма